# Trucchi, magie e illusioni per una dolce principessa
Trucchi, magie e illusioni per una dolce principessa (Tenko and the Guardians of the Magic) è una serie televisiva d'animazione prodotta dalla Saban il cui personaggio principale è basato sulla reale prestigiatrice giapponese Principessa Tenko e nella versione originale vi era una striscia dal vivo chiamata Teach-Trick (lett. impara il trucco), dove venivano insegnati semplici giochi di prestigio. 
 La serie si compone di una sola stagione, essendo stata successivamente cancellata negli Stati Uniti a causa dei bassi ascolti. In Italia è andata in onda nel 1997 su Italia 1 con sigla cantata da Cristina D'Avena.
La proprietà della serie è passata alla Disney nel 2001, quando la Disney ha acquisito Fox Kids Worldwide, che include anche Saban Entertainment.

## Trama
Una giovane prestigiatrice (chiamata nel doppiaggio italiano Principessa) viene introdotta alla vera magia da un vecchio maestro di nome Hikita Tenko, entrando a far parte dei suoi allievi e diventando in poco tempo la migliore dei suoi apprendisti.
Il compito del maestro Hikita è anche quello di custodire all'interno di un armadio magico le gemme "Fuoco di Stella" (Starfire), ognuna delle quali possiede un diverso potere magico, e prima della sua morte sceglie Principessa come suo successore, cosa che attira sulla giovane prestigiatrice la gelosia e la rabbia di due dei più vecchi studenti e nipoti del maestro: i fratelli gemelli Jason e Jana, i quali si ribellano alla decisione del maestro rubando due gemme: il rubino (Jason) e l'ambra (Jana), che li dotano di costumi appariscenti e poteri magici, tra cui la capacità di trasformarsi in un drago a due teste.
Comincia quindi una corsa contro il tempo in cui il gruppo di Principessa (formato da tre ragazzi, anch'essi allievi di Tenko Bolt, Hawk e Steel a cui poi s'aggiungerà la giovane Ali) deve riuscire a recuperare le rimanenti gemme "Fuoco di Stella" prima dei due gemelli.

## Personaggi
- Principessa (Princess Tenko): protagonista della storia, scelta da Hikita come suo successore per essere il guardiano delle gemme Fuoco di Stella. Di professione è un'abile prestigiatrice e per combattere evoca spesso degli spiriti animali tramite le sue gemme. I suoi costumi indossati quando evoca il potere delle sue gemme riprendono quelli indossati dalla sua controparte reale.
- Bolt: membro del gruppo di Principessa e suo assistente nei numeri di magia di etnia caucasica. La sua gemma gli dona una spada magica.
- Hawk: assistente di Principessa di etnia pellerossa, con un forte legame con la natura. La sua gemma gli permette di evocare uno scudo magico
- Steel: assistente di Principessa afroamericano. Con la sua gemma può evocare anelli magici per fermare i suoi nemici.

## Doppiatori italiani
| Personaggio | Doppiatore           |
| ----------- | -------------------- |
| Principessa | Stefania Patruno     |
| Bolt        | Alberto Sette        |
| Hawk        | Alessandro Conte     |
| Steel       | Claudio Moneta       |
| Nikita      | Enrico Carabelli     |
| Jason       | Simone D'Andrea      |
| Jana        | Jasmine Laurenti     |
| Shanti      | Patrizia Salmoiraghi |

## Le gemme "Fuoco di Stella"

### Gemme di Principessa
- Topazio: evoca un leone magico
- Quarzo rosa: evoca un'aquila magica
- Zaffiro: usato per le magie sott'acqua. Evoca un delfino
- Opale: porta gli oggetti inanimati alla vita
- Ametista: crea armature
- Diamante: può aumentare le dimensioni delle creature su cui viene usata
- Perla: potere delle ovlo. Viene usato da Principessa per trasformare il suo cavallo in un pegaso.
- Onice: crea tempeste

### Gemme del gruppo di Principessa
- Granato: detenuta da Bolt, crea una spada magica
- Turchese: detenuta da Hawk, crea uno scudo magico
- Quarzo:la gemma di Steel, crea degli anelli magici con cui il suo possessore può intrappolare i nemici
- Morganite: pietra di Ali. I suoi poteri non sono chiariti

### Altre gemme
- Rubino: la gemma di Jason, in grado di creare uno scudo ipnotico. Se unita con l'ambra di Jana trasforma i possessori delle due pietre in un drago a due teste.
- Ambra: la gemma di Jana, in grado di creare proiettili di fuoco. Se unita con il rubino di Jason trasforma i possessori delle due pietre in un drago a due teste.
- Gemma Cat's Eye[4]: seconda pietra di Jana, concede il potere di vedere ovunque nel mondo e di avere brevi scorci del futuro.
- Smeraldo: la più pericolosa delle gemme, può evocare entità demoniache da altre dimensioni.

## Sigla italiana
- Trucchi, magie e illusioni per una dolce principessa, musica di Enzo Draghi, testo di Alessandra Valeri Manera, cantata da Cristina D'Avena